# 唐县 (河南省)
唐县，中国古旧县名。
明朝洪武三年（1370年），以故比阳县地置，治所在今河南省唐河县，属南阳府。清朝因袭不改。考评：繁，难。因与河北省唐县重名，1914年1月唐县改名沘源县，以县境位于沘水之源得名，属汝阳道。1923年3月，沘源县改名唐河县。